# Ferrari 250 GT Berlinetta Lusso
La 250 GT Berlinetta Lusso (o 250 GTL o 250 GT Lusso è una automobile sportiva di lusso (da cui deriva la dicitura "L".nel nome) prodotta dal 1962 sino al 1965 in 350 esemplari dalla casa automobilistica italiana Ferrari.

## Il contesto
La Ferrari 250 GT / L Berlinetta venne presentata in anteprima al Salone dell’Automobile di Parigi nell'ottobre 1962 e, grazie alla splendida linea di Pininfarina, venne subito adorata dal pubblico. Poco tempo dopo, al Salone dell’automobile di Torino, arrivò la versione definitiva.
Rispetto alla 250 GT Berlinetta SWB o California Spider concepite per il doppio utilizzo di auto da strada e auto da corsa, questo modello era più grande e più lussuoso. Infatti venne progettata espressamente per essere una gran turismo di classe superiore sia in Europa che in America. Perciò, nonostante la sua linea elegante questa Ferrari era ugualmente a suo agio sia mentre veniva condotta alla massima velocità possibile sui passi alpini sia mentre veleggiava lungo le autostrade americane.

## La linea
Come molte altre Ferrari coeve, la linea venne disegnata da Pininfarina, ma era la Carrozzeria Scaglietti di Modena a costruire le vetture, nello specifico con carrozzeria in acciaio e portiere e cofani in alluminio. Il telaio a traliccio ricordava quello della SWB ma il motore venne posizionato più avanti per favorire l'abitabilità.
La carrozzeria ha una linea elegante e filante, molto armoniosa, la parte frontale riprendeva alcuni elementi stilistici della SWB, come l'originale paraurti in 3 pezzi, ma aggiungeva 4 fari rotondi di diametro diverso su due livelli. Sul cofano era presente una presa d'aria rettangolare. I parafanghi anteriori avevano un andamento sinuoso che proseguiva per tutta la fiancata. Le superfici vetrate, compreso l'ampio padiglione posteriore e i finestrini triangolari, offrivano una buona visibilità. La linea laterale termina con una coda raffinata che richiama quello della 250 GTO anche se con uno spoiler più ridotto e raffinato. Quattro terminali sportivi ANSA completavano lo specchio di coda. 

## La meccanica
Sotto il cofano girava il classico V12 Ferrari 3,0 litri progettato da Gioacchino Colombo. Sprigionando 240 CV a 7500 giri al minuto e 242 Nm di coppia a 5,500 giri al minuto era capace di spingere la vettura da 0 a 100 km/h in soli 8 secondi e farle raggiungere i 240 Km/h. Le testate e i pistoni erano gli stessi della Ferrari 250 GTE mentre il monoblocco e l’albero motore derivavano da quelli della Ferrari 250 GT Berlinetta SWB. Il tutto era alimentato da 3 carburatori doppio corpo Weber 36 DCS, più “civili” delle batterie da 6 carburatori montati sugli esemplari da competizione. Il cambio era a 4 marce. Le sospensioni sfruttavano un sistema a ruote indipendenti con doppi quadrilateri, molle elicoidali con ammortizzatori idraulici telescopici con molle elicoidali supplementari coassiali e barra stabilizzatrice all'anteriore mentre al posteriore il ponte rigido con molle a balestra semiellittiche e ammortizzatori idraulici telescopici con molle elicoidali supplementari coassiali. La frenata era garantita da freni a disco sulle quattro ruote con comando idraulico. Le vetture erano equipaggiate di serie con pneumatici Pirelli Cinturato CA67 185VR15 su ruote a raggi Borrani.

## Gli interni

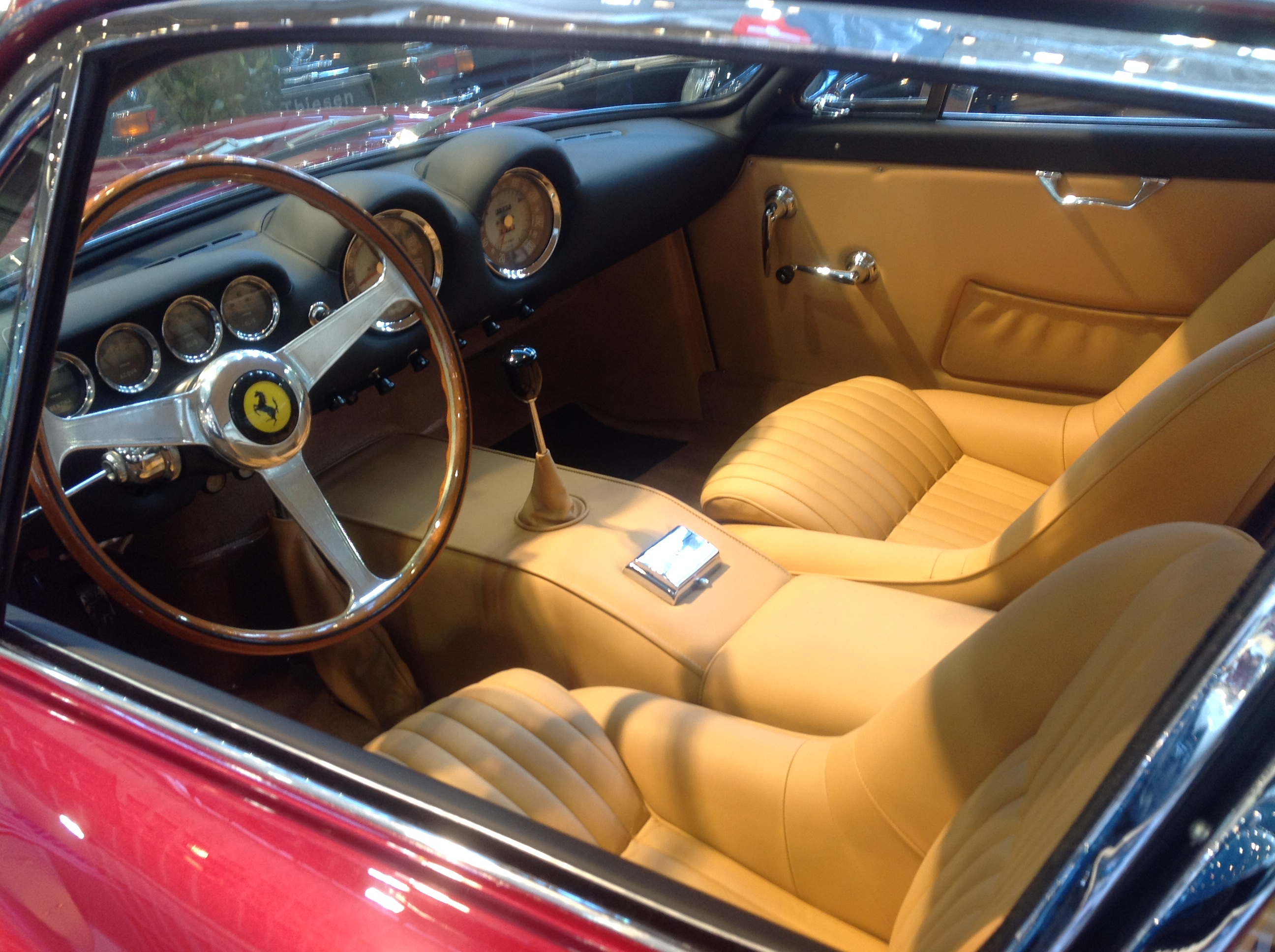
Gli interni di una 250 GTL

L'interno, che cercava di coniugare l'indole sportiva di una Ferrari con un vero e proprio salotto, aveva finiture di gran lunga superiori a quelle di qualsiasi modello precedente ed era totalmente rivestito in pelle e pensato per essere comodo e spazioso per 2 passeggeri. Erano previsti tuttavia due sedili anatomici, dietro i quali si trovava un ripiano per i bagagli rivestito in pelle trapuntata a rombi assicurabili con cinghie di cuoio.
Una caratteristica originale del design della Lusso è la disposizione insolita dei 2 strumenti principali, il tachimetro e il contagiri, montati al centro del cruscotto e orientati verso il guidatore cosicché anche il passeggero potesse leggere la velocità in tempo reale. I cinque indicatori secondari più piccoli vennero quindi posti dietro al volante di grande diametro con corona in legno. I pedali e il pomello del cambio sono posizionati con cura per consentire anche la guida sportiva.
Il conte Giovanni Lurani, vincitore di classe della Mille Miglia, dichiarò che questa era "la migliore auto del mondo" in un articolo per il mensile “Auto Italiana”, avendone guidata una da Milano e ritorno attraverso il Passo del Moncenisio, Lione, Tours, Le Mans, Orleans, Basilea, Lucerna, il Passo del San Gottardo e Lugano in un solo viaggio.

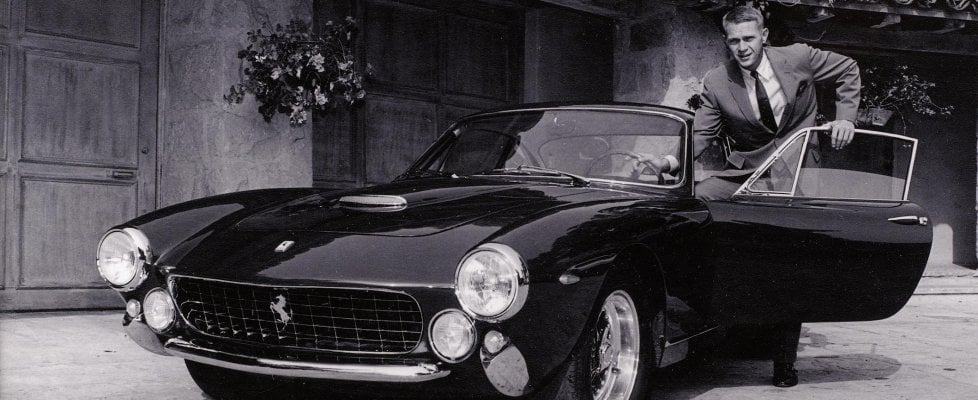
L'attore americano Steve McQueen con la sua 250 GTL

La “Lusso” è stata il modello stradale finale nella serie 250 GT, la famiglia di auto stradali più famosa della storia Ferrari. La produzione terminò nel 1964, dopo soli 350 esemplari prodotti, ma ancora oggi è indiscutibilmente la più raffinata e lussuosa tra tutte le Ferrari 250.

## Curiosità
Nonostante fosse una GT pura, la prima Ferrari 250 GT Lusso prodotta (telaio № 4213GT) fu utilizzata nelle competizioni come Targa Florio e Tour de France Automobile insieme ad altri due esemplari. Queste 3 vetture vennero successivamente denominate 250 GT/L Competizione. È stata una delle tante auto possedute dall'attore e pilota statunitense Steve McQueen che vi si fece ritrarre più volte. Dopo questa possedette altre Ferrari tra cui una 275 GTB.